# Coligação Confiança
A Coligação Confiança foi uma coligação pré-eleitoral entre cinco partidos políticos portugueses, da esquerda ao centro no espectro político, para as eleições autárquicas de 2017 no município do Funchal. Era constituída pelo Partido Socialista (PS), o Bloco de Esquerda (BE), o Juntos Pelo Povo (JPP), o Partido Democrático Republicano (PDR) e o Nós, Cidadãos! (NC). Apresentava como candidato a presidente da câmara o independente indicado pelo PS Paulo Cafôfo, já presidente em exercício à altura, eleito pela Coligação Mudança em 2013. A Confiança foi a lista mais votada, obtendo maioria absoluta na vereação camarária e tendo Cafôfo sido reconduzido no cargo. A lista não conseguiu, no entanto, a presidência da Assembleia Municipal, que foi para o PSD.
A Coligação Confiança consistiu, no fundo, numa reedição da Coligação Mudança que tinha concorrido ao Funchal nas autárquicas anteriores. Compreendia os mesmos dois principais partidos, o PS e o BE, e tinha muitos dos mesmos candidatos, nomeadamente Cafôfo. A grande diferença foi a ausência dos partidos mais pequenos que tinham apoiado a Mudança (PND, MPT, PTP e PAN), agora substituídos pelo JPP, o PDR e o NC.

## Resultados

### Eleições autárquicas no município do Funchal, 2017

#### Câmara Municipal
| Cabeça-de-lista             | Classificação | Votos  | %             | +/-       | Vereadores | +/-   | Status                |
| --------------------------- | ------------- | ------ | ------------- | --------- | ---------- | ----- | --------------------- |
| Paulo Cafôfo (independente) | 1.º           | 23 577 | 42,05 / 100,0 | 2,83% (a) | 6 / 11     | 1 (a) | Presidência da Câmara |

#### Assembleia Municipal
| Cabeça-de-lista       | Classificação | Votos  | %             | +/-      | Deputados municipais | +/-   | Status                 |
| --------------------- | ------------- | ------ | ------------- | -------- | -------------------- | ----- | ---------------------- |
| Rodrigo Trancoso (BE) | 1.º           | 21 693 | 38,69 / 100,0 | 0,4% (a) | 15 / 33              | 1 (a) | Oposição na Assembleia |

#### Assembleias de freguesia
| Classificação | Votos  | Votos (%)     | +/-       | Presidentes de junta | +/- | Membros de assembleia | +/-   | Status                                        |
| ------------- | ------ | ------------- | --------- | -------------------- | --- | --------------------- | ----- | --------------------------------------------- |
| 2.º           | 20 428 | 36,31 / 100,0 | 1,06% (a) | 5 / 10               | (a) | 58 / 138              | 5 (a) | Executivo em 5 freguesias, oposição noutras 5 |

↑(a)  Diferenças relativas aos resultados da Coligação Mudança (PS/BE/PND/MPT/PTP/PAN) em 2013.

## Ligações externa
- Sítio oficial de campanha